# Martin-Luther-Gymnasium Eisenach

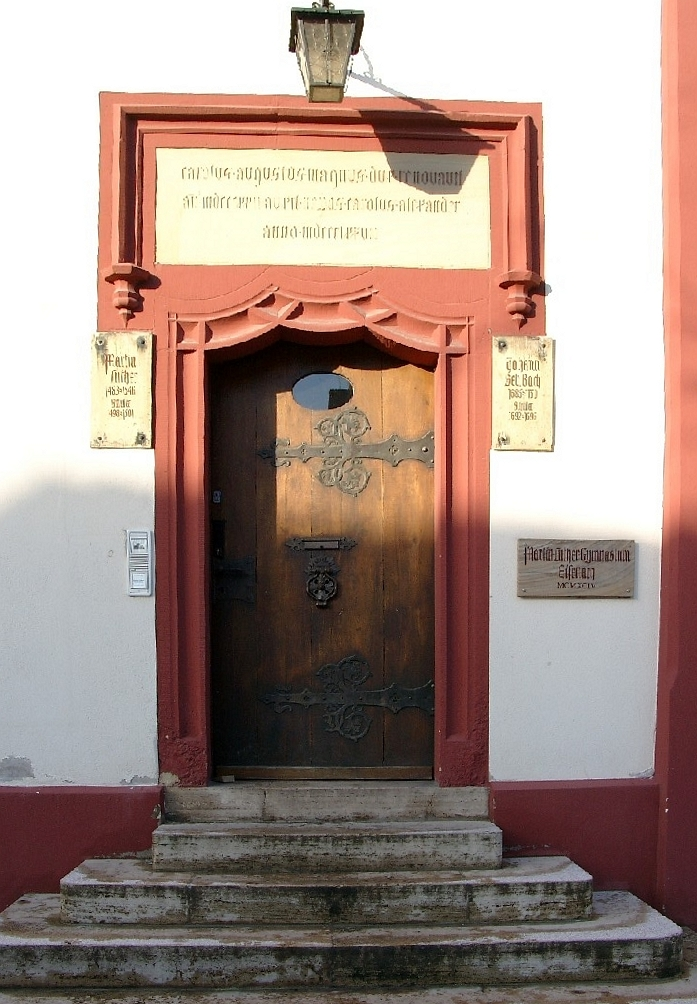
Historisches Portal

Das Martin-Luther-Gymnasium in Eisenach ist ein staatlich anerkanntes Gymnasium in der Trägerschaft der Evangelischen Schulstiftung in Mitteldeutschland.

## Geschichte
Die Schule geht in ihren Anfängen bis ins Jahr 1185 zurück, als die Lateinschule von St. Georgen gegründet wurde. Dieses Gebäude, das Martin Luther von 1498 bis 1501 besuchte, steht schon seit dem Jahre 1507 nicht mehr. Das heutige Gebäude, welches die Schule beherbergt, wurde 1230 zu Ehren der heiligen Elisabeth von Thüringen gebaut. Ursprünglich war es ein Dominikaner-Kloster, das mit der Reformation aufgelöst wurde. Auf Drängen Martin Luthers wurde diese Anlage seit 1544 als Schule genutzt. Die Lateinschule, die er besucht hatte und die auch Johann Sebastian Bach besuchte, zog ein. 1840 wurde die Schule nach dem amtierenden Landesherrn Karl Friedrich umbenannt in Karl-Friedrich-Gymnasium, 1946 in Luther-Gymnasium und 1950 in Luther-Oberschule. Nach der „Abwicklung“ des Gymnasiums wurde 1960 im Gebäude ein Institut für Lehrerbildung (IfL) eingerichtet. Auf Betreiben ehemaliger Schülerinnen und Schüler hin sowie unter Mithilfe der Schule Verbundener konnte diese 1994 nunmehr als Martin-Luther-Gymnasium wiedergegründet werden. Am 31. Oktober 1995 erfolgte der erste Spatenstich für den Neubau des Westflügels. Dieser beherbergt unter anderem einen Physik- und Chemie-Raum.

## Allgemeines
Das Gymnasium befindet sich in Trägerschaft der Evangelischen Schulstiftung in Mitteldeutschland und hat einen besonderen Schwerpunkt auf Sprachen und Naturwissenschaften. Englisch wird ab Klasse 5, Französisch ab Klasse 6 und Latein ab Klasse 8 unterrichtet. In der achten Klasse ist die Wahl des schulinternen Fachs Naturwissenschaften möglich. Ein weiterer Schwerpunkt ist die Berufs- und Studienorientierung der Schülerinnen und Schüler.
Gegenwärtig besuchen 406 Schüler das Gymnasium (Stand: August 2023), die von 32 Lehrerinnen und Lehrern unterrichtet werden, unter ihnen ein Referendar. Der Unterricht findet nicht in 45-Minuten-Einheiten statt, sondern in 85-Minuten-Einheiten. Die Schule erhebt ein Schulgeld in Höhe von 150 Euro pro Schüler und Monat.
Verschiedene beigeordnete Institutionen fördern die Schule: die Stiftung Luthers Schule zu Eisenach, der Förderverein des Martin-Luther-Gymnasiums und das Netzwerk aktiver Schüler und Absolventen NaSA MLG.

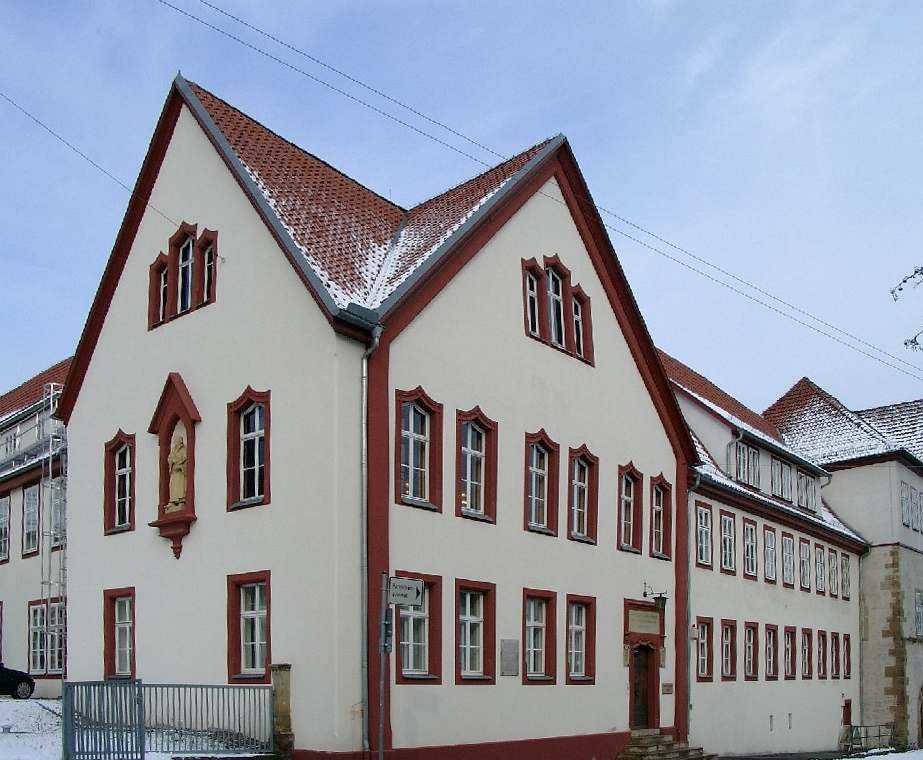
Martin-Luther-Gymnasium Eisenach

## Bekannte Lehrer
- Rudolf Menge (1845–1912), Klassischer Philologe, Professor
- Rudolf Flex (1855–1918), Professor, Schriftsteller

## Bekannte Schüler
In alphabetischer Reihenfolge
- Hugo Bach, Richter in Deutsch-Südwestafrika, Ministerialbeamter
- Johann Sebastian Bach, Organist, Komponist
- Ingo Braecklein, Bischof der Evangelischen Landeskirche von Thüringen, Abitur 1927
- August Immanuel Cunitz, Mediziner, Abschluss 1787
- Walter Flex, Schriftsteller, Abitur 1906
- Klaus Fuchs, Kernphysiker und Spion, Mitarbeiter im Manhattan-Project, Abitur 1930
- Walther Graef, Politiker, Abitur 1891
- Klaus-Peter Hertzsch, Theologe und Dichter, Abitur 1949
- Ernst Christian Hesse, Komponist und Gambist
- Johannes Hunnius, Sachsen-Weimar-Eisenacher Finanzminister
- Gottlieb Heinrich Kannegießer, Mediziner und Hochschullehrer
- Friedrich Koch Philologe und Grammatiker, Abschluss 1832
- Eckard Leichner, Mediziner und Hochschullehrer, Abschluss vor 1631
- Martin Luther, Kirchenreformator
- Robert Michels, Soziologe, Abitur 1894
- Johann Christian Friedrich Meyer, Forstwissenschaftler
- Johann Karl August Musäus, Dichter
- Arno Poebel, Altorientalist, Abitur 1900
- Botho Prinz zu Sayn-Wittgenstein-Hohenstein, Ehrenpräsident des Deutschen Roten Kreuzes
- Gustav Schmidt, Historiker, Abitur 1846
- Kuno Arndt von Steuben, General der Infanterie
- Max Stickel, Gynäkologe, Abitur 1895
- Hans Ullrich, Versicherungsmanager

## Rektoren (u.a.)
- Valentin Weinreich (1553–1622)
- Christian Juncker (1668–1714), Rektor 1708–1713
- Friedrich Christian Gottlieb Perlet (1767–1828), Subkonrektor
- Johann August Nebe (1775–1854), Ephorus von 1816–1853
- Karl Hermann Funkhänel (1808–1874), Rektor 1838–1874
- Hugo Weber (1832–1904), Rektor 1881–1898
- Otto Apelt (1845–1932), Rektor 1898–1904
- Paul Koetschau (1857–1939), Rektor 1904–1908
- Max Consbruch (1866–1927), Rektor 1909–1911